# CIPA (instituce)
CIPA Heritage Documentation (The International Scientific Committee for Documentation of Cultural Heritage, Mezinárodní výbor pro dokumentaci kulturního dědictví) je vědecký výbor ICOMOS (the International Council on Monuments and Sites – Mezinárodní rada pro památky a sídla) ve spolupráci s ISPRS (International Society for Photogrammetry and Remote Sensing – Mezinárodní společnost pro fotogrammetrii a dálkový průzkum). Zkratka je odvozena od původního názvu Comité International de Photogrammétrie Architecturale (Mezinárodní výbor pro architektonickou fotogrammetrii). Výbor byl založen v roce 1968 a je jedním z nejstarších vědeckých výborů ICOMOS.
Výbor se zabývá použitím fotogrammetrických, geodetických metod a postupů při dokumentaci kulturních památek. Původně se jednalo především o fotogrammetrickou dokumentaci stavebních památkových objektů a areálů. V současnosti se ale tyto postupy a technologie používají rovněž pro dokumentaci předmětů menších (plastiky, obrazy, mince, šperky, atd.) i větších (krajinné celky). Rovněž škála technologií je dnes značně rozšířena o metody geodetické, 3D skenování, CAD, počítačové modelování, vizualizace a virtuální reality.

## Činnost
CIPA si vytkla tyto úkoly:
- navazovat vztahy mezi architekty, historiky, archeology a památkáři na jedné straně a fotogrammetry, geodety, specialisty na CAD a počítačovou grafiku na straně druhé,
- organizovat a povzbuzovat výměnu myšlenek, znalostí, zkušeností a výsledků mezi výzkumem a vývojem,
- navazovat kontakty mezi uživateli fotogrammetrických přístrojů a technologií a jejich výrobci,
- organizovat symposia, konference, pracovní dílny (workshopy) a specializované semináře a kurzy,
- iniciovat a koordinovat výzkumnou a vývojovou činnost,
- působit jako vědecká a technická autorita pro řešení specifických úkolů dokumentace památek,
- organizovat spolupráci mezi jednotlivými národními a odbornými články,
- o své činnosti podávat každoroční zprávy a publikovat výsledky své činnosti na internetu.

K tomuto účelu jsou zřízeny pracovní skupiny (Working groups) a skupiny pro řešení jednotlivých úkolů (Task groups).

## CIPA v České republice
Kolektivním členem CIPA za Českou republiku je Společnost pro fotogrammetrii a dálkový průzkum, národním delegátem je Prof. Dr. Ing. Karel Pavelka 
Od roku 1970 až do své předčasné smrti v roce 1974 byl československým zástupcem Miloslav Jiřinec.

## Symposia
Každé dva roky je pořádáno symposium, které umožňuje setkání odborníků z různých odvětví a z různých zemí světa. Součástí symposií jsou vedle přednášek pracovní dílny (workshopy) a tematické exkurze.
XXIII. symposium CIPA se konalo ve dnech 12. – 16. září 2011 v Praze.